# Eichhoffen
Eichhoffen je občina v departmaju Bas-Rhin francoske regije Alzacija.
Leta 1990 je v občini živelo 393 oseb oz. 171 oseb/km².